# Fatmir Hysenbelliu
Fatmir Hysenbelliu (Tirana, 4 aprile 1992) è un ex calciatore albanese, di ruolo centrocampista.

## Carriera

### Club
Inizia la sua carriera nelle giovanili del Bari. A febbraio 2013 rinnova il suo contratto con la squadra pugliese fino al 30 giugno 2014.
Il 1º gennaio 2013 passa in prestito alla squadra albanese del Tirana, militante nella massima serie albanese. A fine stagione viene acquistato a titolo definitivo dalla squadra albanese.
Il 16 gennaio 2014 firma per l'altra squadra di Tirana, il Partizani Tirana, essendosi precedentemente svincolato poche settimane prima dal Tirana.
Il 1º settembre 2014 firma per il Teuta.

### Nazionale
Il 6 settembre 2011 ha esordito nella Nazionale albanese Under-21, giocando la partita di qualificazione agli Europei contro la Moldavia Under-21, partita poi vinta per 4-3 dall'Albania.

## Statistiche

### Presenze e reti nei club
Statistiche aggiornate al 16 maggio 2015.
| Stagione             | Squadra              | Campionato           | Campionato | Campionato | Coppe nazionali | Coppe nazionali | Coppe nazionali | Coppe continentali | Coppe continentali | Coppe continentali | Altre coppe | Altre coppe | Altre coppe | Totale | Totale |
| Stagione             | Squadra              | Comp                 | Pres       | Reti       | Comp            | Pres            | Reti            | Comp               | Pres               | Reti               | Comp        | Pres        | Reti        | Pres   | Reti   |
| -------------------- | -------------------- | -------------------- | ---------- | ---------- | --------------- | --------------- | --------------- | ------------------ | ------------------ | ------------------ | ----------- | ----------- | ----------- | ------ | ------ |
| 2011-2012            | Bari                 | B                    | 0          | 0          | CI              | 0               | 0               | -                  | -                  | -                  | -           | -           | -           | 0      | 0      |
| 2012-gen. 2013       | Bari                 | B                    | 0          | 0          | CI              | 0               | 0               | -                  | -                  | -                  | -           | -           | -           | 0      | 0      |
| Totale Bari          | Totale Bari          | Totale Bari          | 0          | 0          |                 | 0               | 0               |                    | -                  | -                  |             | -           | -           | 0      | 0      |
| gen.-giu. 2013       | Tirana               | KS                   | 10         | 0          | CA              | 0               | 0               | -                  | -                  | -                  | -           | -           | -           | 10     | 0      |
| 2013-gen. 2014       | Tirana               | KS                   | 3          | 0          | CA              | 1               | 0               | -                  | -                  | -                  | -           | -           | -           | 4      | 0      |
| Totale Tirana        | Totale Tirana        | Totale Tirana        | 13         | 0          |                 | 1               | 0               |                    | -                  | -                  |             | -           | -           | 14     | 0      |
| gen.-giu. 2014       | Partizani Tirana     | KS                   | 3          | 0          | CA              | 0               | 0               | -                  | -                  | -                  | -           | -           | -           | 3      | 0      |
| 2014-feb. 2015       | Teuta                | KS                   | 0          | 0          | CA              | 2               | 0               | -                  | -                  | -                  | -           | -           | -           | 2      | 0      |
| feb.-giu. 2015       | Dinamo Tirana        | KP                   | 6          | 0          | CA              | 0               | 0               | -                  | -                  | -                  | -           | -           | -           | 6      | 0      |
| 2015-2016            | Dinamo Tirana        | KP                   | 0          | 0          | CA              | 0               | 0               | -                  | -                  | -                  | -           | -           | -           | 0      | 0      |
| Totale Dinamo Tirana | Totale Dinamo Tirana | Totale Dinamo Tirana | 6          | 0          |                 | 0               | 0               |                    | -                  | -                  |             | -           | -           | 6      | 0      |
| Totale carriera      | Totale carriera      | Totale carriera      | 22         | 0          |                 | 3               | 0               |                    | -                  | -                  |             | -           | -           | 25     | 0      |

### Cronologia presenze e reti in Nazionale
| Cronologia completa delle presenze e delle reti in nazionale ― Albania under 21 | Cronologia completa delle presenze e delle reti in nazionale ― Albania under 21 | Cronologia completa delle presenze e delle reti in nazionale ― Albania under 21 | Cronologia completa delle presenze e delle reti in nazionale ― Albania under 21 | Cronologia completa delle presenze e delle reti in nazionale ― Albania under 21 | Cronologia completa delle presenze e delle reti in nazionale ― Albania under 21 | Cronologia completa delle presenze e delle reti in nazionale ― Albania under 21 | Cronologia completa delle presenze e delle reti in nazionale ― Albania under 21 |
| Data                                                                            | Città                                                                           | In casa                                                                         | Risultato                                                                       | Ospiti                                                                          | Competizione                                                                    | Reti                                                                            | Note                                                                            |
| ------------------------------------------------------------------------------- | ------------------------------------------------------------------------------- | ------------------------------------------------------------------------------- | ------------------------------------------------------------------------------- | ------------------------------------------------------------------------------- | ------------------------------------------------------------------------------- | ------------------------------------------------------------------------------- | ------------------------------------------------------------------------------- |
| 6-9-2011                                                                        | Coriza                                                                          | Albania under 21                                                                | 4 – 3                                                                           | Moldavia under 21                                                               | Qual. Europeo Under-21 2013                                                     | -                                                                               | 78’                                                                             |
| Totale                                                                          |                                                                                 | Presenze                                                                        | 1                                                                               |                                                                                 | Reti                                                                            | 0                                                                               |                                                                                 |